# Château

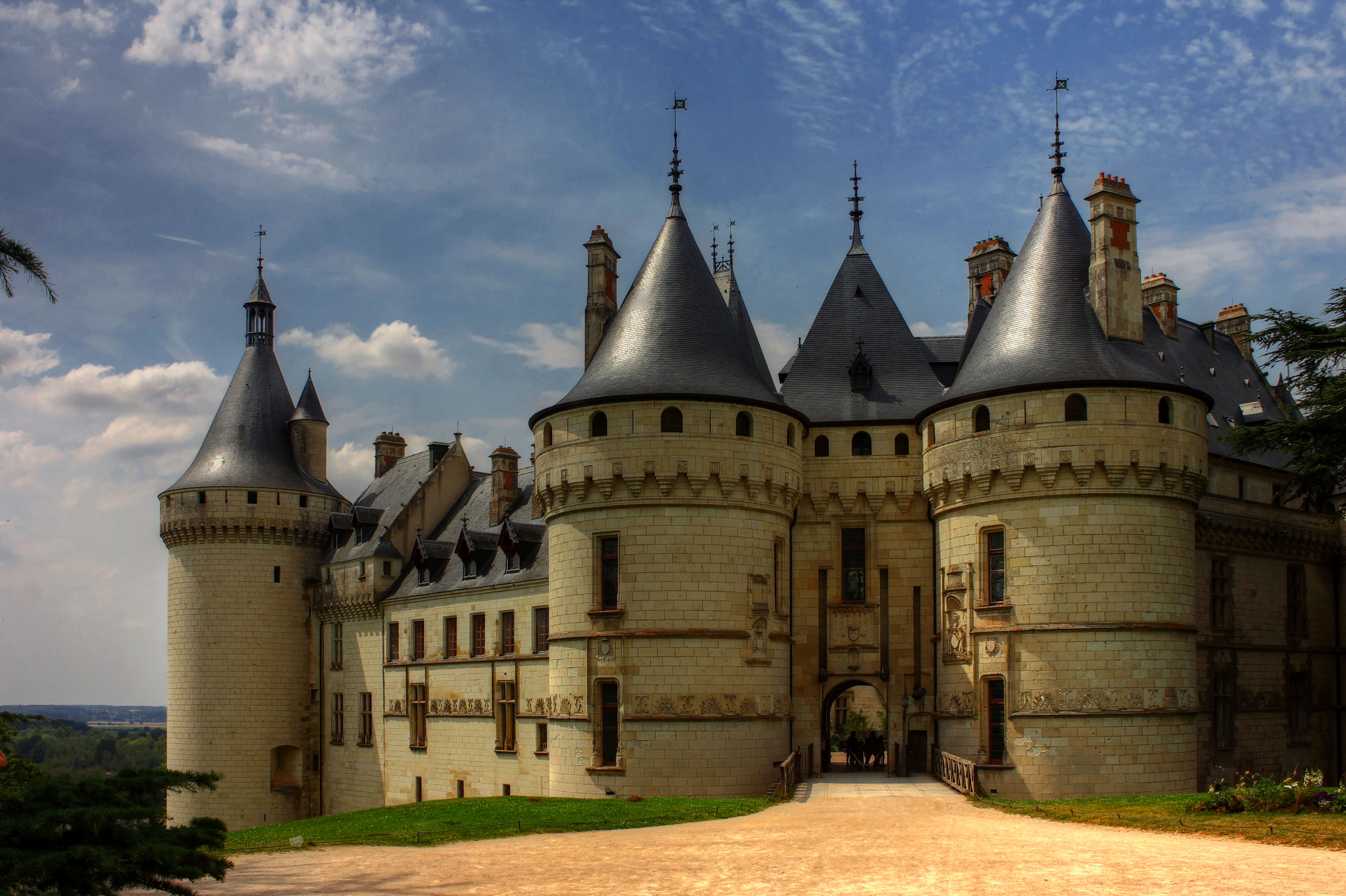
Château de Chaumont-sur-Loire en el Valle del Loira, Francia.

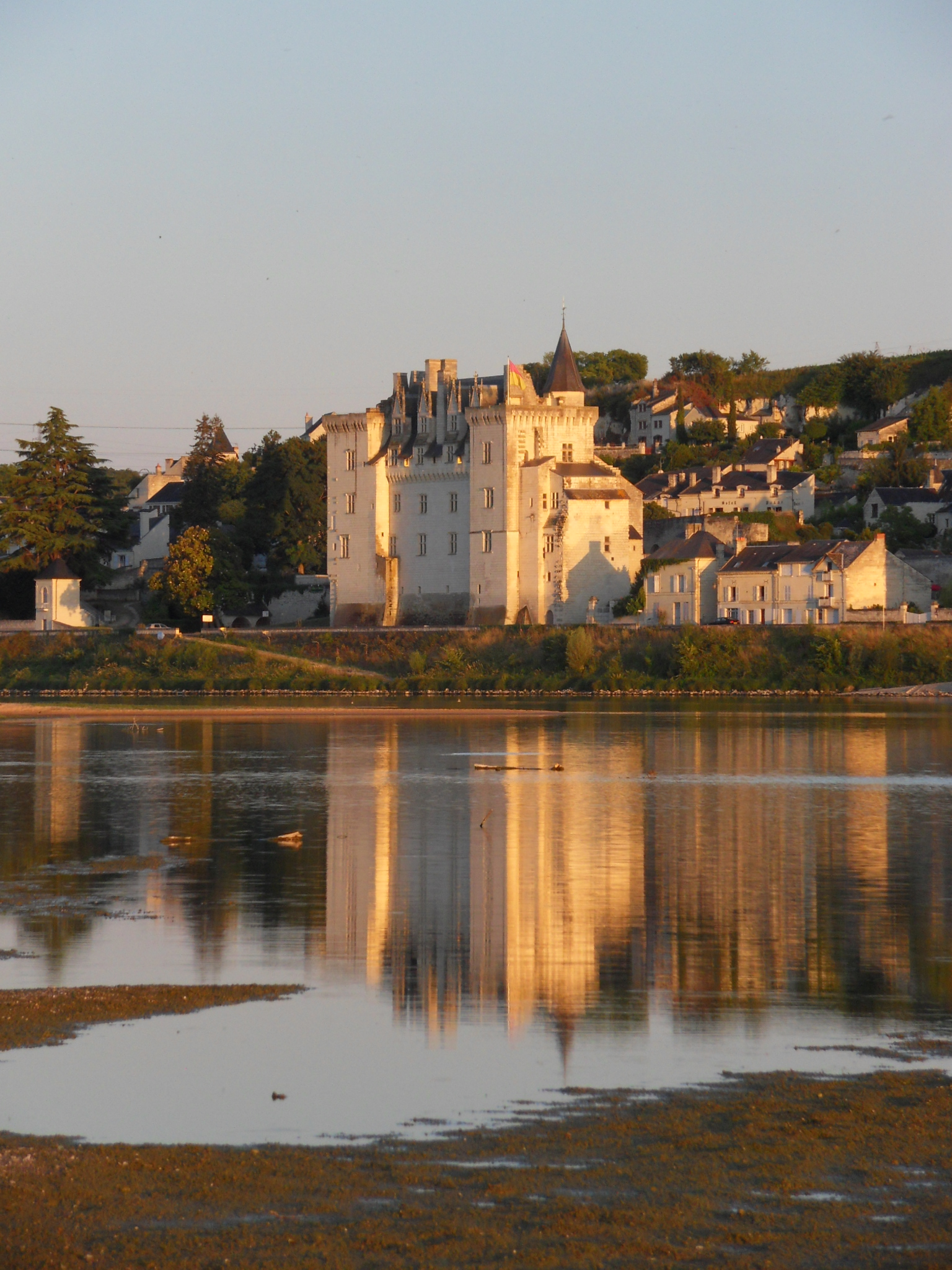
Château de Montsoreau, Montsoreau, Francia.

Un château (ʃɑ.toⓘ, en plural châteaux) es cómo se denomina en francés un castillo, un palacio o una casa señorial, que sea residencia o casa de campo de miembros de la nobleza o la burguesía, con o sin fortificaciones.

## Descripción
Un château puede ser el equivalente a un castillo en español, a saber un château fort o fortaleza, como, por ejemplo, el Château de Montsoreau, el Château fort de Roquetaillade o el Château Gaillard. Pero muchos de los châteaux no son castillos, sino palacios, casas solariegas o mansiones. Por ejemplo, el Château de Versailles se llama así porque estaba en el campo cuando se erigió, pero no se parece en nada a un castillo, así que se suele traducir como «Palacio de Versalles».
El equivalente urbano de un château es un hôtel particulier, es decir, una gran mansión urbana de la aristocracia o la alta burguesía. En Francia, la palabra palais (palacio) se suele aplicar a lujosas residencias de la realeza (Palais des Tuileries) –en general situadas en entornos urbanos debido a su importancia, pero no obligatoriamente— de un personaje de mucha relevancia o con una gran fortuna, o a imponentes edificios sedes de importantes instituciones públicas, como Palais de Justice, Palais de Chaillot, Palais Garnier, Palais de l'Élysée, Palais des Sports o Grand Palais. Este uso es parecido al de «palacio» en español o «palace» en inglés, donde no se requiere que un palacio esté en una ciudad; en inglés, sin embargo, la palabra rara vez se utiliza para edificios distintos de las residencias reales.[cita requerida]
Si un château no es antiguo, debe ser al menos grande. Esta palabra suele usarse en referencia a la residencia de un miembro de la realeza francesa o la nobleza, pero algunos buenos châteaux, como Vaux-le-Vicomte, fueron erigidos por miembros de la alta burguesía, pero recientemente ennoblecidos, o ministros del gobierno real. Un château suele estar rodeado de un domaine (hacienda, finca, señorío) que le sirve de sostén.
A partir del siglo XVI, la forma y organización del château se racionaliza y estandariza, siendo el esquema típico un edificio en forma de U construido alrededor de una cour d'honneur.[cita requerida]

## Châteaux de Burdeos
En la región vinícola de Burdeos muchas fincas poseen verdaderos châteaux en ellas, construidos en su mayoría a partir de mediados del siglo XIX, cuando el término se puso de moda para nombrar vinos. Si durante bastantes años fue habitual que cualquier finca productora de vino, no importa cuan humilde, le pusiera a su nombre el prefijo de «Château», el empleo del término se ha limitado y regularizado por ley para referirse a las características del vino y no de la edificación que domine la finca. Desde 2012 un château se refiere solamente a vinos de Bordeos protegidos por una AOC y elaborados al 100% con uvas cosechadas y vinificadas en la finca.
Si hubiera algún resto de duda de que las villas romanas de Aquitania evolucionaron hacia châteaux fortificados autosuficientes, los châteaux productores de vino la disipan.[cita requerida]

## Galería

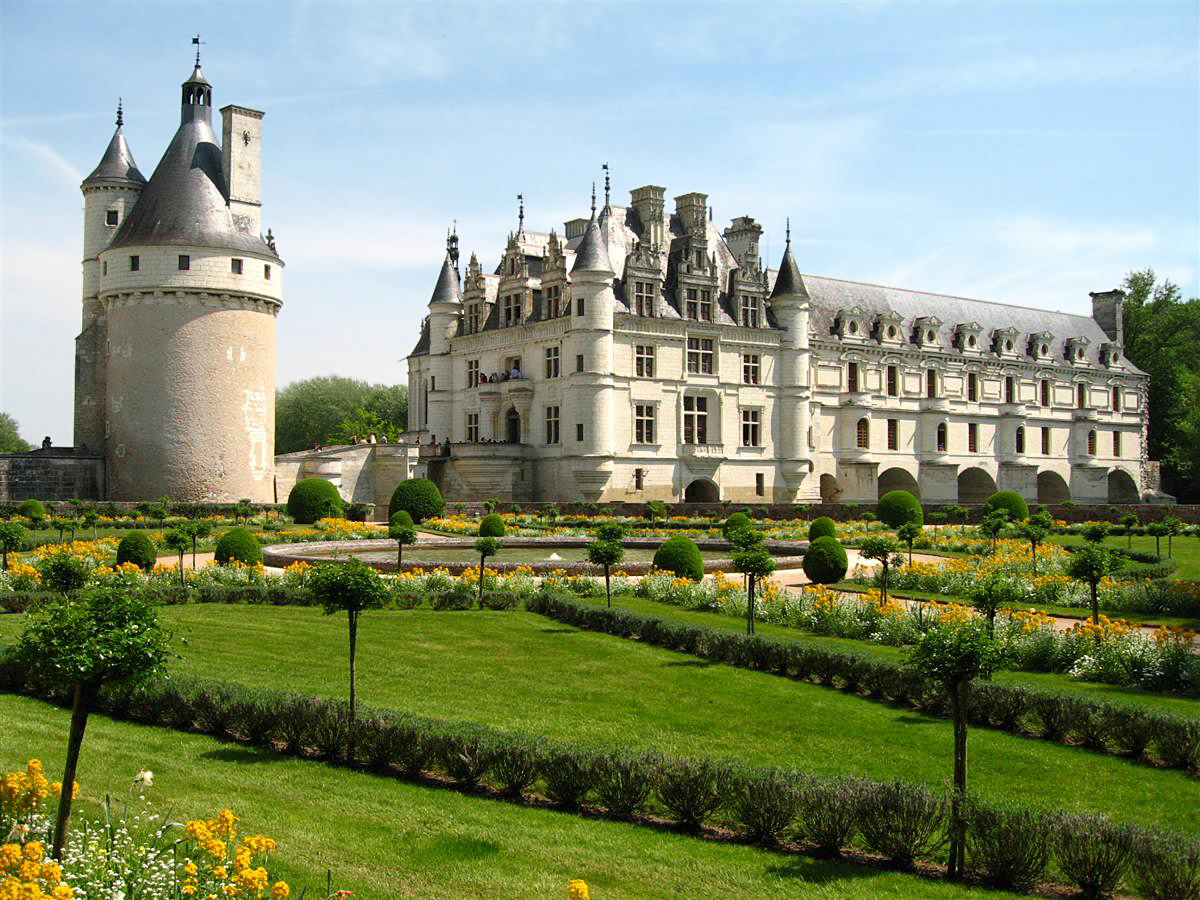
Château de Chenonceau en el Valle del Loira, Francia.
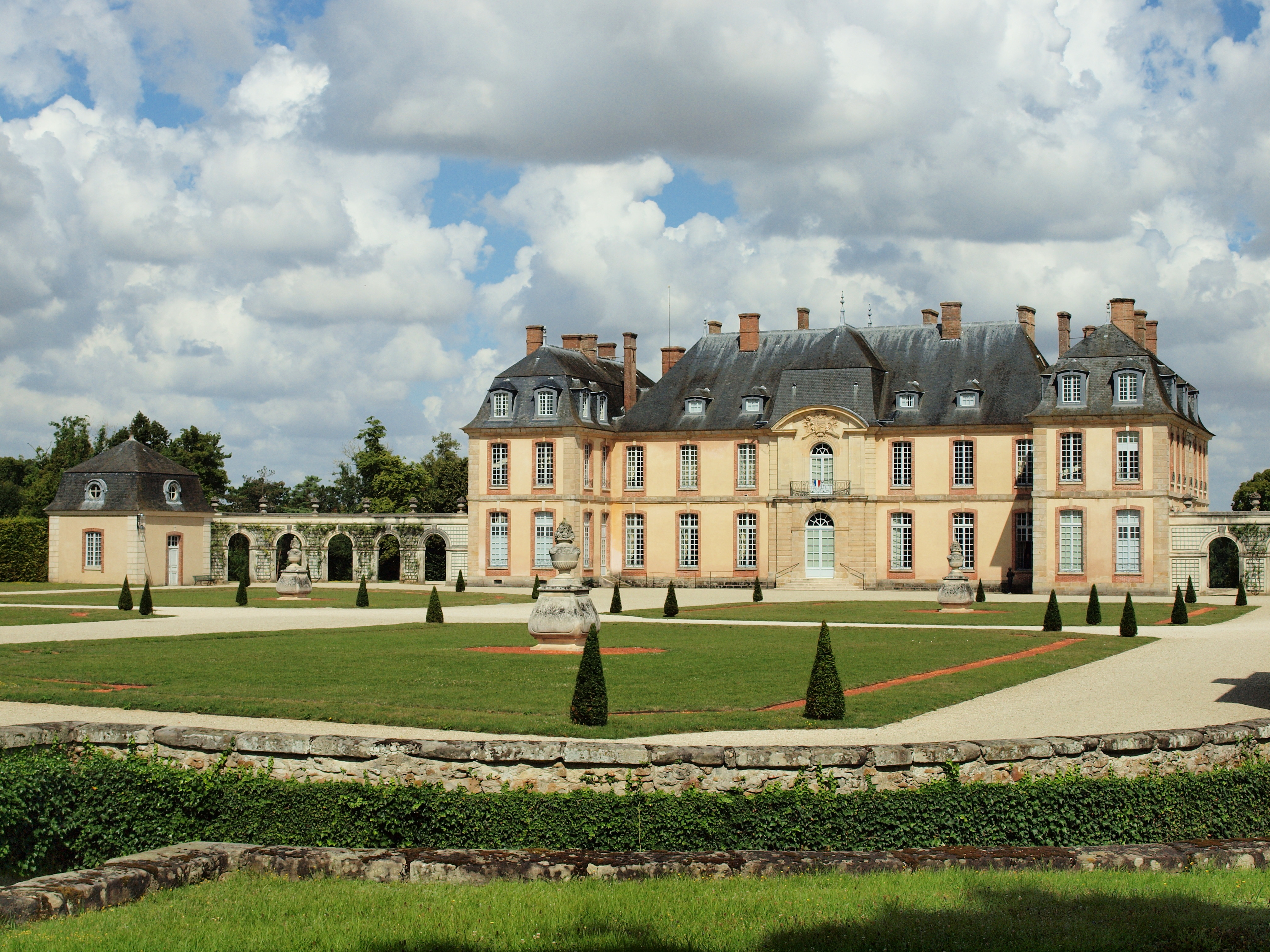
Château de La Motte Tilly, Francia.
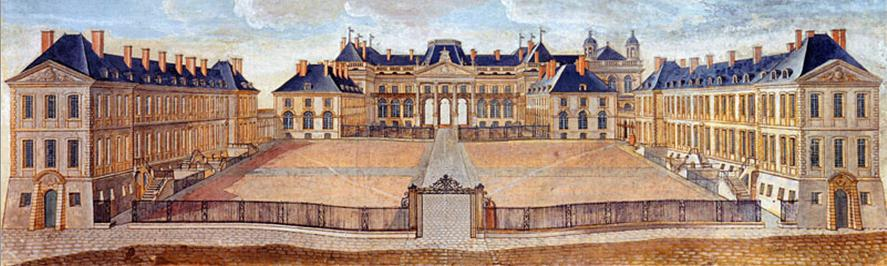
Cour d'honneur del Château de Lunéville, Francia.
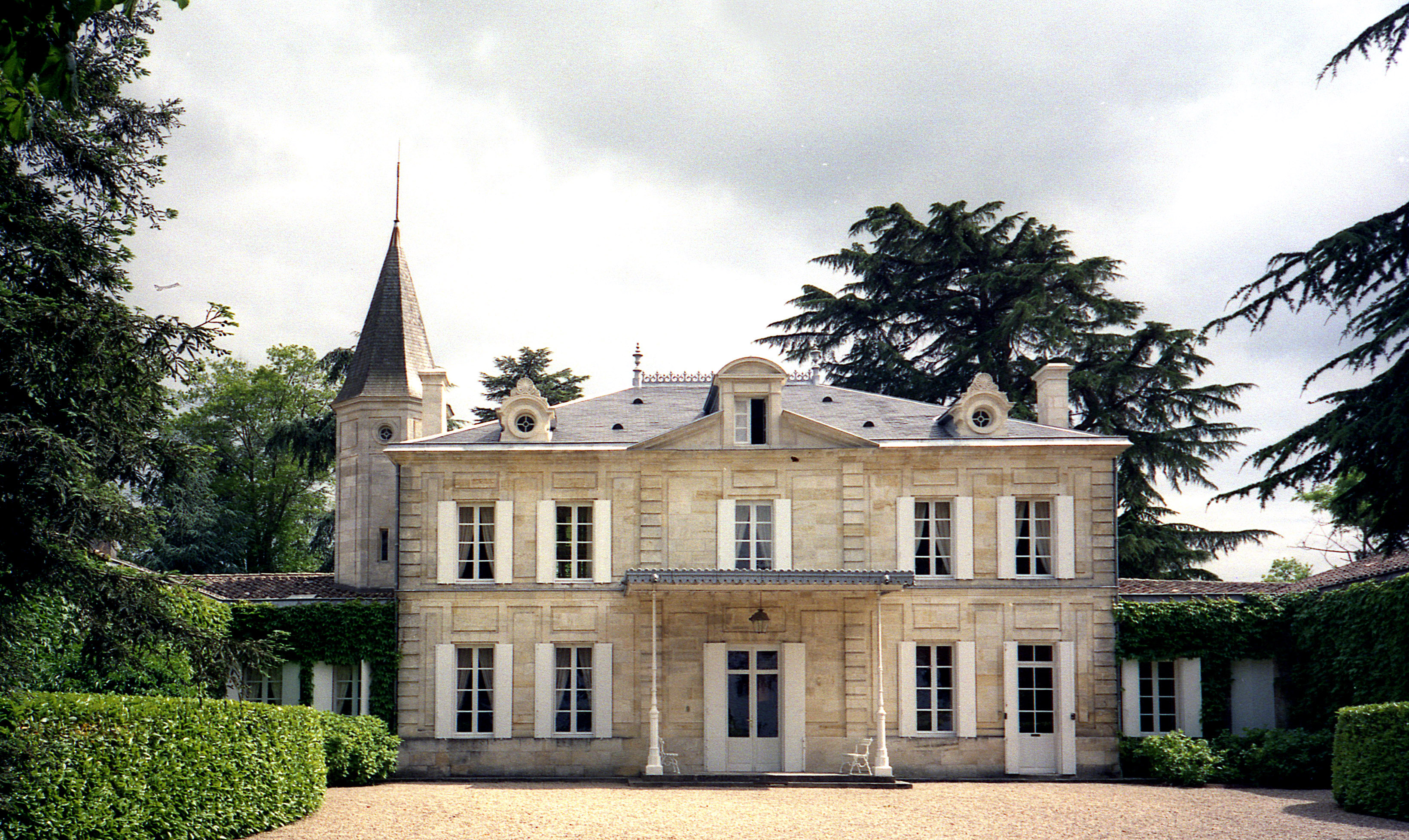
Château Cheval-Blanc, en Saint-Émilion (Burdeos).
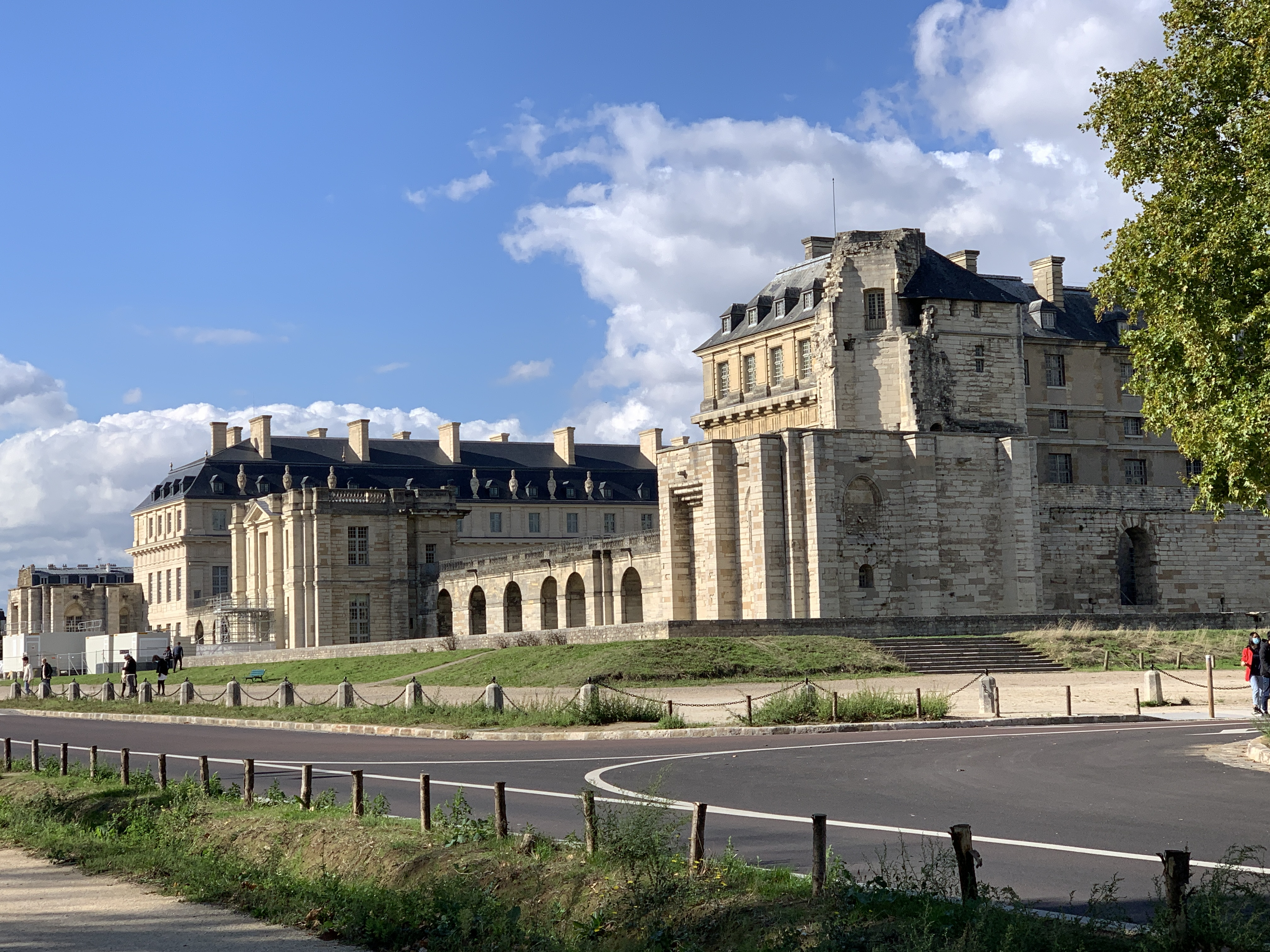
Château de Vincennes, en Vincennes (París).